# Sternocera orissa
Sternocera orissa es una especie de escarabajo del género Sternocera, familia Buprestidae. Fue descrita científicamente por Buquet en 1837.

## Descripción
Puede alcanzar una longitud de aproximadamente 35 a 45 milímetros (1,4 a 1,8 pulgadas). El color básico de los élitros es negro verdoso o negro azulado, con manchas oculares y marcas de color blanquecino a amarillento.

## Distribución geográfica
Esta especie se puede encontrar en Botsuana, el sur de Malaui, Namibia, Sudáfrica, Zambia, Mozambique, Zimbabue y Tanzania.